# مسجد حاجی بدل
مسجد حاجی بدل (انگلیسی: Haji Badal Mosque) یک مسجد و بنای تاریخی است که در محله دمیرچی بازار شهرک باسقال از روستاهای شهرستان اسماعیللی واقع شده است. این مسجد که در سال ۱۸۵۴ میلادی ساخته شد، با ابلاغیه ۱۳۲ کابینه وزیران جمهوری آذربایجان در ۲ اوت ۲۰۰۱ میلادی در فهرست آثار تاریخی و فرهنگی مهم محلی قرار گرفت.
مسجد حاجی بدل نیز در دوره برای عبادت بسته شد. در آغاز دستگاه‌های بافندگی در این بنا نصب می‌شد و به عنوان کارگاه ابریشم به کار می‌رفت. پس از جنگ جهانی دوم، این ساختمان به عنوان انباری برای مردم روستایی مورد استفاده قرار گرفت. در سال ۱۹۸۵ میلادی کار مرمت و بازسازی مسجد انجام شد. سقف در حال پوسیدگی، کف مسجد و پوشش سنگی حیاط بازسازی شد.